# NGC 554
NGC 554 est une paire de galaxies lenticulaires relativement éloignée et située dans la constellation de la Baleine. NGC 554 a été découverte par l'astronome américain Frank Müller.

## Caractéristiques
La vitesse de la paire par rapport au fond diffus cosmologique est de  9 500 ± 56 km/s, ce qui correspond à une distance de Hubble de 140,1 ± 9,8 Mpc (∼457 millions d'al).
Cette paire de galaxie est constituée de PGC 5412, une galaxie de type S0, et de PGC 5413 de type SB0. Même sur les images modernes, ces deux galaxies semblent n'en former qu'une. Il était donc impossible avant le XXe siècle de les distinguer.